# Huit d'un coup
Huit d'un coup (France) ou Dix moutons, neuf moutons, huit marmots (Québec) (Eight Misbehavin') est le 7e épisode de la saison 11 de la série télévisée d'animation Les Simpson.

## Synopsis
Apu et Manjula décident de faire un bébé. Lorsque Manjula accouche, ce n'est pas d'un bébé mais de huit...
Un homme va contacter Apu pour faire des bébés des stars mais tout va tourner au drame. Homer va tout faire pour aider Apu...